# Vincent Marquis
Vincent Marquis (Quebec, 15 de abril de 1984) es un deportista canadiense que compitió en esquí acrobático, especialista en la prueba de baches. Su hermano Philippe compitió en el mismo deporte.
Ganó una medalla de bronce en el Campeonato Mundial de Esquí Acrobático de 2009. Participó en los Juegos Olímpicos de Vancouver 2010, ocupando el cuarto lugar en su especialidad.

## Medallero internacional
| Campeonato Mundial | Campeonato Mundial | Campeonato Mundial | Campeonato Mundial |
| Año                | Lugar              | Medalla            | Prueba             |
| ------------------ | ------------------ | ------------------ | ------------------ |
| 2009               | Inawashiro (Japón) | Medalla de bronce  | Baches             |